# Vieux Cher
Le Vieux Cher est un cours d'eau français qui coule dans le département d'Indre-et-Loire. C'est un affluent en rive gauche de la Loire.

## Géographie
Le Vieux Cher présente une longueur de 24,4 kilomètres. Il prend sa source dans la commune de Druye, dans le nord-est du territoire communal près du hameau de la Rauderie à une altitude de 96 m, s'écoule vers le sud-ouest et se jette dans la Loire, dans la commune de Bréhémont, à une altitude de 33 m.

### Communes traversées
Le Vieux Cher traverse 8 communes, soit de l'amont vers l'aval : Druye, Ballan-Miré, Savonnières, Villandry, Vallères, La Chapelle-aux-Naux, Lignières-de-Touraine, Bréhémont (Indre-et-Loire).

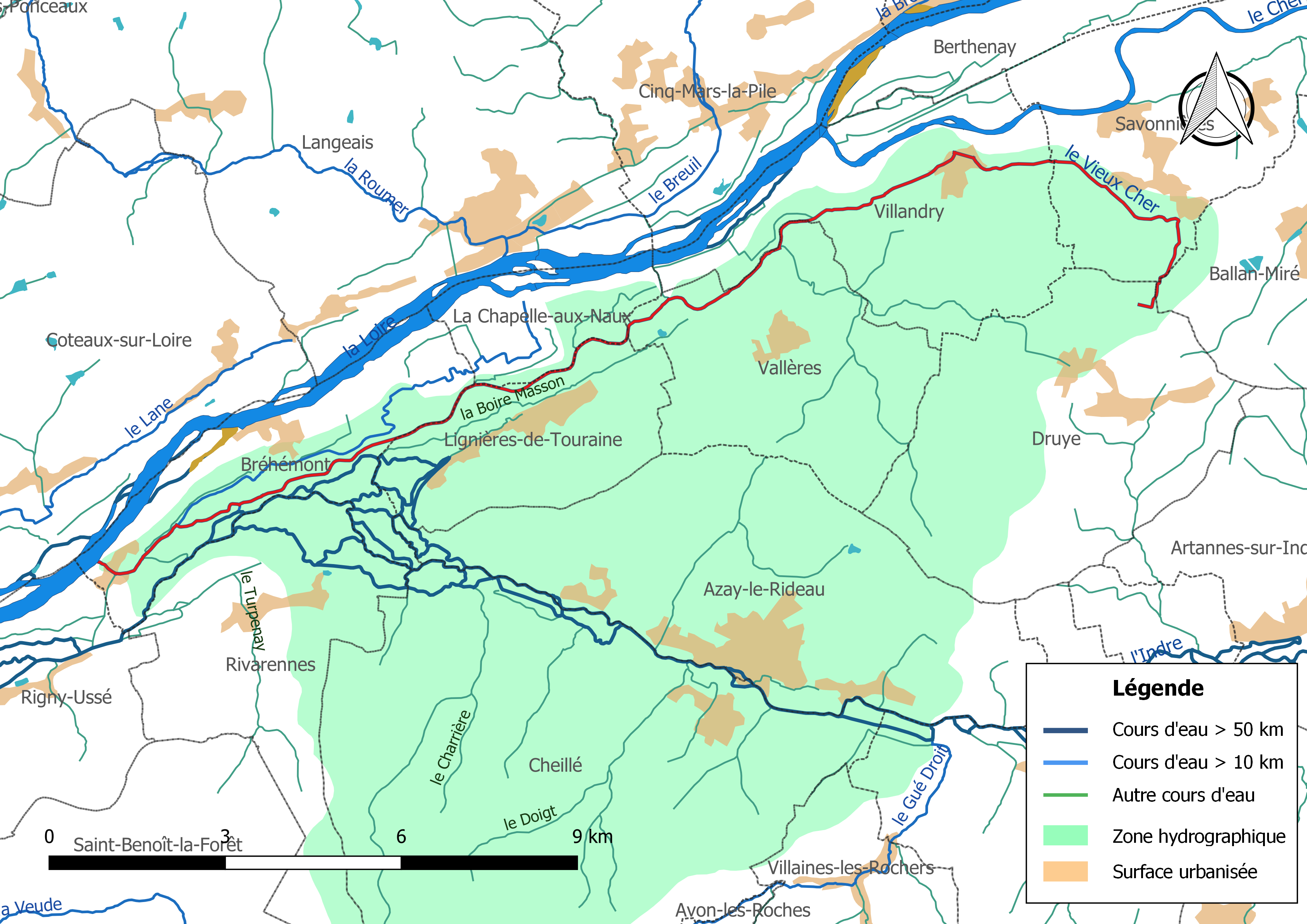
Cours d'eau le Vieux Cher et son bassin versant.

Les bassins hydrographiques sont découpés dans le référentiel national BD Carthage en éléments de plus en plus fins, emboîtés selon quatre niveaux : régions hydrographiques, secteurs, sous-secteurs et zones hydrographiques. Le bassin versant du Vieux Cher comprend quatre zones hydrographiques :
- « L'Indre du Vieux Cher (C) à la Veude (Nc) » ;
- « L'Indre du Ruisseau de Gué Droit (Nc) au Vieux Cher (C) » ;
- « La Loire du Cher (Nc) au K6825102 (Nc)  ».
- « La Loire du K6825102 (Nc) à L'Indre (Nc) » ;

## Pêche et peuplements piscicoles
Sur le plan piscicole, le Vieux Cher est classé en deuxième catégorie piscicole. L'espèce biologique dominante est constituée essentiellement de poissons blancs (cyprinidés) et de carnassiers (brochet, sandre et perche). 

### Réserve biologique
Un cours d’eau est considéré comme réserve biologique lorsqu'il comprend une ou plusieurs zones de reproduction ou d’habitat des espèces de phytoplanctons, de macrophytes et de phytobenthos, de faune benthique invertébrée et l’ichtyofaune, et permet leur répartition dans un ou plusieurs cours d’eau du bassin versant. Les réservoirs biologiques, nécessaires au maintien ou à l’atteinte du bon état écologique des cours d’eau, correspondent donc :
- à un tronçon de cours d’eau ou annexe hydraulique qui va jouer le rôle de pépinière, de « fournisseur » d’espèces susceptibles de coloniser une zone naturellement ou artificiellement appauvrie (réensemencement du milieu) ;
- à des aires où les espèces peuvent accéder à l’ensemble des habitats naturels nécessaires à l’accomplissement des principales phases de leur cycle biologique (reproduction, abri-repos, croissance, alimentation).

Dans le cadre des travaux préparatoires à l'élaboration de ce classement au sein du SDAGE Loire-Bretagne, le Vieux Cher et ses affluents, depuis la source jusqu'à sa confluence avec la Loire, sont répertoriés comme réserve biologique, sous l'identifiant RESBIO_735. Les espèces présentes sont le brochet et l'anguille.

## Qualité des eaux

### État des masses d'eau et objectifs
Issu de la Directive cadre européenne sur l’eau (DCE) du 23 octobre 2000, le découpage en masses d’eau permet d'utiliser un référentiel élémentaire unique employé par tous les pays membres de l'Union européenne. Ces masses d’eau servent ainsi d’unité d’évaluation de l’état des eaux dans le cadre de la directive européenne. Le  fait partie de la masse d'eau codifiée FRGR2186 et dénommée « Le Vieux Cher et ses affluents depuis la source jusqu'à la confluence avec la Loire ».
Le schéma directeur d'aménagement et de gestion des eaux (Sdage) Loire-Bretagne est un document de planification dans le domaine de l’eau. Il définit, pour une période de six ans les grandes orientations pour une gestion équilibrée de la ressource en eau ainsi que les objectifs de qualité et de quantité des eaux à atteindre dans le bassin Loire-Bretagne. L'état des lieux 2013 défini dans la SDAGE 2016 – 2021 et les objectifs à atteindre pour cette masse d'eau sont les suivants,, :
| Code masse d'eau | Libellé masse d'eau                                                                 | État écologique 2013 des cours d'eau | État écologique 2013 des cours d'eau | État écologique 2013 des cours d'eau | État écologique 2013 des cours d'eau | Objectifs                  | Objectifs                  | Objectifs                | Objectifs                | Objectifs              | Objectifs              |
| Code masse d'eau | Libellé masse d'eau                                                                 | État écologique                      | État biologique                      | État physico-chimie générale         | État Polluants spécifiques           | Objectif d'état écologique | Objectif d'état écologique | Objectif d'état chimique | Objectif d'état chimique | Objectif d'état global | Objectif d'état global |
| ---------------- | ----------------------------------------------------------------------------------- | ------------------------------------ | ------------------------------------ | ------------------------------------ | ------------------------------------ | -------------------------- | -------------------------- | ------------------------ | ------------------------ | ---------------------- | ---------------------- |
| FRGR2186         | Le Vieux Cher et ses affluents depuis la source jusqu'à la confluence avec la Loire | Médiocre                             | Médiocre                             | Médiocre                             |                                      | Bon état                   | 2027                       | Bon état                 | ND                       | Bon état               | 2027                   |

## Gouvernance

### Échelle du bassin
En France, la gestion de l’eau, soumise à une législation nationale et à des directives européennes, se décline par bassin hydrographique, au nombre de sept en France métropolitaine, échelle cohérente écologiquement et adaptée à une gestion des ressources en eau. Le Vieux Cher est sur le territoire du bassin Loire-Bretagne et l'organisme de gestion à l'échelle du bassin est l'agence de l'eau Loire-Bretagne.